# David Soul

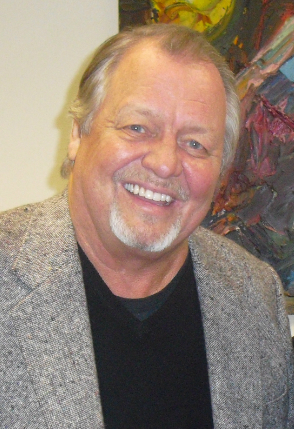
David Soul (2013)

David Soul (eigentlich David Richard Solberg; * 28. August 1943 in Chicago, Illinois; † 4. Januar 2024 in London, England) war ein US-amerikanischer Schauspieler, Regisseur und Sänger, der ab 2004 die britische Staatsbürgerschaft besaß. Bekanntheit erlangte er vor allem in den 1970er-Jahren durch die Rolle des Ken Hutchinson in der Krimiserie Starsky & Hutch.

## Leben

### Frühes Leben, Einstieg ins Showgeschäft
David Solberg wurde 1943 als Sohn der Lehrerin June Solberg und des lutherischen Pfarrers und Universitätsdozenten Richard Solberg geboren. Ab 1949 lebte die Familie für sieben Jahre in Deutschland, wo der Vater als Angestellter des Lutheran World Relief am Wiederaufbau Deutschlands mitarbeitete und auch die amerikanische Besatzung beriet. David Solberg wollte ursprünglich Diplomat werden und besuchte das Augustana College in South Dakota, die Universidad de las Américas in Mexiko und die University of Minnesota in Minnesota. Während seiner Studienzeit begann er in Theaterstücken aufzutreten und erlernte das Gitarrenspiel, woraufhin er erste Auftritte als Sänger absolvierte. Er trat zeitweise als Markenzeichen mit einer Maske auf und absolvierte auch einen Gesangsauftritt in der Fernsehshow von Merv Griffin. Gleichzeitig vermittelte ihm sein Agent erste Schauspielrollen. Solberg wählte den Künstlernamen David Soul.

### Film und Fernsehen
Soul begann seine Karriere in den 1960er-Jahren mit kleineren Auftritten in Fernsehserien wie Flipper, Bezaubernde Jeannie und Rauchende Colts. Seine erste Hauptrolle war die des Joshua Bolt in der Westernsitcom Here Come the Brides, die von 1968 bis 1970 ausgestrahlt wurde. Im Kino hatte er 1973 seine erste bemerkenswerte Nebenrolle als Selbstjustiz verübender Polizist in dem Clint-Eastwood-Film Calahan. In der Serie Owen Marshall – Strafverteidiger spielte er die Figur des Anwaltsgehilfen Ted Warrick in fünf Folgen. In der Serie Cannon hatte er einen Gastauftritt in der Folge Ein Seepferd aus Stein.
Von 1975 bis 1979 spielte Soul an der Seite von Paul Michael Glaser die Rolle des blonden Detective Sergeant Ken Hutchinson in der amerikanischen Krimiserie Starsky & Hutch. Diese wurde zu seiner populärsten Rolle und machte Soul weltweit bekannt. Nach dem Ende von Starksy & Hutch blieb er mit einer der Hauptrollen in der Miniserie Brennen muss Salem (1979) nach Stephen King, der wenig erfolgreichen Serie Casablanca (1983) nach dem Film von 1942 mit ihm als Rick Blaine und der Westernserie Kampf um Yellow Rose präsent. Zudem trat er als Gaststar in verschiedenen Serien wie Mord ist ihr Hobby mit Angela Lansbury auf. Bekannte Kinofilme mit ihm waren 1988 Rendezvous mit einer Leiche mit Peter Ustinov und Pentathlon mit Dolph Lundgren aus dem Jahr 1994.
In den 1990er-Jahren verlegte David Soul seinen Wohnsitz ins Vereinigte Königreich und trat dort hauptsächlich in Theater- und Fernsehproduktionen in Erscheinung. In der britischen Comedyserie Little Britain hatte er eine kleine Gastrolle, in der er als er selbst als Musiker auftrat. Ebenso hatte er Gastrollen in den britischen Krimiserien Lewis – Der Oxford Krimi (Folge 24, Der unauslöschliche Makel) und Agatha Christie’s Poirot (in der Folge Tod auf dem Nil). 2004 hatte er in dem Kinofilm Starsky & Hutch, der nach der Fernsehserie entstand, einen Cameo-Auftritt. Zuletzt hatte er 2013 in dem Kinofilm Drecksau eine selbstironische Nebenrolle. Sein filmisches Schaffen als Schauspieler umfasst rund 90 Film- und Fernsehproduktionen zwischen 1966 und 2013.
Zudem hat Soul vereinzelt bei Episoden von Fernsehserien als Regisseur fungiert und ist bei drei Filmproduktionen auch als Produzent in Erscheinung getreten.

### Musik
Mit seiner gewonnenen Popularität durch Starsky & Hutch nahm Soul seine Gesangskarriere wieder auf. Ende November 1976 stieg das erste Album namens David Soul in die englische Hitparade und erreichte dort im Februar 1977 Platz 2. Die im Dezember 1976 erschienene Single Don’t Give Up on Us kletterte an die Spitze der UK-Charts, stand dort Mitte Januar 1977 für vier Wochen und wurde zur meistverkauften Single des Jahres in Großbritannien. Auch in den amerikanischen Billboard Hot 100 avancierte das Lied zum Nummer-eins-Hit.
Die Folgesingle Going in with My Eyes Open kam Ende März in die UK-Charts, kletterte in der zweiten Woche auf den 2. Platz und hielt sich dort insgesamt drei Wochen. In den Vereinigten Staaten ließ der Erfolg Souls nach und das Lied kam nicht über Platz 54 hinaus. Auch die Single Silver Lady konnte in den US-Charts nur Platz 52 erklimmen, wurde allerdings in England zum zweiten Nummer-eins-Hit David Souls. Der Titel stieg Ende August in die UK-Charts und stand im Oktober drei Wochen auf dem Spitzenplatz. Das dazugehörige Album, Playing to an Audience of One, erreichte im September 1977 Platz 8 im Vereinigten Königreich.
Mit dem im Dezember 1977 erschienenen Let’s Have a Quiet Night In vom Album Moods hatte Soul einen weiteren Top-10-Hit. Das Lied stieg im Januar 1978 auf Platz 8 in England. It Sure Brings Out the Love in Your Eyes war im Mai des Jahres auf Platz 12 der letzte Charterfolg des Sängers im Vereinigten Königreich.

### Privates
Soul war fünfmal verheiratet: von 1963 bis 1966 mit Mim Solberg, von 1968 bis 1975 mit der Schauspielkollegin Karen Carlson, von 1980 bis 1986 mit Patti Carnel Sherman, von 1987 bis 1993 mit der Schauspielerin Julia Nickson, und von 2010 bis zu seinem Tod mit Helen Snell. Er war Vater von sechs Kindern.
Soul geriet mitunter in negative Schlagzeilen, etwa durch Alkoholismus, finanzielle Probleme und eine kurzzeitige Inhaftierung Anfang der 1980er-Jahre, nachdem er seine dritte Frau geschlagen hatte. Er selbst äußerte, die Berühmtheit habe ihn mitunter überfordert. Seinen Lebensmittelpunkt verlegte er ab 1995 nach England, im Jahr 2004 erwarb er die britische Staatsbürgerschaft.
Soul starb am 4. Januar 2024 im Alter von 80 Jahren in einem Krankenhaus in London. In seinen letzten Lebensjahren hatten eine Krebserkrankung und COPD seine Gesundheit beeinträchtigt.

## Filmografie (Auswahl)

### Schauspieler
- 1966: The Lloyd Thaxton Show (Fernsehserie, 1 Folge)
- 1967: Flipper (Fernsehserie, 1 Folge)
- 1967: Bezaubernde Jeannie (I Dream of Jeannie; Fernsehserie, 1 Folge)
- 1967: Raumschiff Enterprise (Star Trek; Fernsehserie, Folge Die Stunde der Erkenntnis)
- 1968–1970: Here Come the Brides (Fernsehserie, 52 Folgen)
- 1971: Der Chef (Ironside; Fernsehserie, 1 Folge)
- 1971: Johnny zieht in den Krieg (Johnny Got His Gun)
- 1971–1974: Owen Marshall – Strafverteidiger (Owen Marshall: Counselor at Law; Fernsehserie, 5 Folgen)
- 1972: Die Straßen von San Francisco (The Streets of San Francisco; Fernsehserie, 1 Folge)
- 1973: Calahan (Magnum Force)
- 1973/1974: Cannon (Fernsehserie, 1 Folge)
- 1975–1979: Starsky & Hutch (Fernsehserie, 92 Folgen)
- 1975: Dogpound Shuffle
- 1979: Brennen muss Salem (Salem’s Lot; Fernseh-Miniserie)
- 1982: Weltkrieg III (World War III; Fernsehfilm)
- 1983: Casablanca (Fernsehserie, 5 Folgen)
- 1983–1984: Kampf um Yellow Rose (The Yellow Rose; Fernsehserie, 22 Folgen)
- 1987: Das Geheimnis der Sahara (Il segreto del Sahara; Fernseh-Miniserie)
- 1987: Ein chinesisches Schlitzohr (Harry’s Hong Kong; Fernsehfilm)
- 1988: FBI: Mörder (In the Line of Duty: The FBI Murders)
- 1988: Rendezvous mit einer Leiche (Appointment with Death)
- 1988/1992: Jake und McCabe – Durch dick und dünn (Jake and the Fatman; Fernsehserie, 2 Folgen)
- 1989: Der Bischof des Teufels (Unsub; Fernsehserie, 8 Folgen)
- 1990: Heißkalte Nächte (In the Cold of the Night)
- 1991/1993: Mord ist ihr Hobby (Murder, She Wrote; Fernsehserie, 2 Folgen)
- 1994: Pentathlon
- 1998: The Mall – Flutkatastrophe im Shopping-Center (Terror in the Mall, Fernsehfilm)
- 2001: Tabloid – Gefährliche Enthüllungen (Tabloid)
- 2003: Little Britain (Fernsehserie, Folge 2x01 Rod & Joan – David Soul)
- 2004: Starsky & Hutch (Cameo-Auftritt)
- 2004: Agatha Christie’s Poirot – Tod auf dem Nil (Death on the Nile, Fernsehfilm)
- 2005: Puritan
- 2009: L’affaire Farewell
- 2012: Lewis – Der Oxford Krimi (Lewis; Fernsehserie, Folge The Indelible Stain)
- 2013: Drecksau (Filth)

### Regisseur
- 1976–1978: Starsky & Hutch (Fernsehserie, Folgen 2x16, 3x11, 4x17)
- 1984: Miami Vice (Fernsehserie, Folge 1x08)
- 1985: Hunter (Fernsehserie, Folge 2x01)
- 1987: Crime Story (Folgen 2x08, 2x09, 2x10)

## Diskografie

### Alben
| Jahr | Titel                         | Höchstplatzierung, Gesamtwochen, AuszeichnungChartplatzierungen (Jahr, Titel, Platzierungen, Wochen, Auszeichnungen, Anmerkungen) | Höchstplatzierung, Gesamtwochen, AuszeichnungChartplatzierungen (Jahr, Titel, Platzierungen, Wochen, Auszeichnungen, Anmerkungen) | Anmerkungen              |
| Jahr | Titel                         | UK | US | Anmerkungen              |
| ---- | ----------------------------- | --- | --- | ------------------------ |
| 1976 | David Soul                    | UK2 Gold · (28 Wo.)UK | US40 (22 Wo.)US | Produzent: Elliot Mazer  |
| 1977 | Playing to an Audience of One | UK8 Gold · (23 Wo.)UK | US86 (7 Wo.)US | Produzent: Tony Macaulay |

Weitere Alben
- 1979: Moods
- 1980: Band of Friends
- 1981: The Best Days of My Life
- 1997: Leave a Light On (15 mp3-Files)

### Kompilationen
| Jahr | Titel | Höchstplatzierung, Gesamtwochen, AuszeichnungChartplatzierungen (Jahr, Titel, Platzierungen, Wochen, Auszeichnungen, Anmerkungen) | Höchstplatzierung, Gesamtwochen, AuszeichnungChartplatzierungen (Jahr, Titel, Platzierungen, Wochen, Auszeichnungen, Anmerkungen) | Anmerkungen |
| Jahr | Titel | UK | US | Anmerkungen |
| ---- | ----- | --- | --- | ----------- |
| 2020 | Gold  | UK28 (2 Wo.)UK | — |             |

Weitere Kompilationen
- 1991: Silver Lady – All His Hits
- 1993: The Magic Collection
- 1994: The Best Of
- 1995: Surrender to Me
- 1996: Le meilleur de David Soul
- 2004: The Best of David Soul
- 2008: Looking Back – The Very Best Of
- 2010: Don’t Give Up on Us – The Very Best of David Soul (2 CDs)
- 2013: Collector’s Series

### Singles
| Jahr | Titel Album                                              | Höchstplatzierung, Gesamtwochen, AuszeichnungChartplatzierungen (Jahr, Titel, Album, Platzierungen, Wochen, Auszeichnungen, Anmerkungen) | Höchstplatzierung, Gesamtwochen, AuszeichnungChartplatzierungen (Jahr, Titel, Album, Platzierungen, Wochen, Auszeichnungen, Anmerkungen) | Anmerkungen                            |
| Jahr | Titel Album                                              | UK | US | Anmerkungen                            |
| ---- | -------------------------------------------------------- | --- | --- | -------------------------------------- |
| 1976 | Don’t Give Up on Us David Soul (Reissue)                 | UK1 Platin · (16 Wo.)UK | US1 Gold · (19 Wo.)US | Autor: Tony Macaulay                   |
| 1977 | Going in with My Eyes Open Playing to an Audience of One | UK2 Silber · (8 Wo.)UK | US54 (7 Wo.)US | Autor: Tony Macaulay                   |
| 1977 | Silver Lady Playing to an Audience of One                | UK1 Gold · (14 Wo.)UK | US52 (12 Wo.)US | Autoren: Geoff Stephens, Tony Macaulay |
| 1977 | Let’s Have a Quiet Night In Moods                        | UK8 (9 Wo.)UK | — | Autor: Tony Macaulay                   |
| 1978 | It Sure Brings Out the Love in Your Eyes Moods           | UK12 (9 Wo.)UK | — | Autoren: Geoff Stephens, Tony Macaulay |

Weitere Singles
- 1966: The Covered Man
- 1966: Before
- 1970: Surrender to Me
- 1981: Fool for Love
- 1981: Dreamers
- 1981: I Can’t Afford That Feeling Anymore
- 1982: How Can You Tell You Got It (If You Don’t Ever Give It Away)

## Auszeichnungen für Musikverkäufe
| Goldene Schallplatte - Kanada - 1977: für die Single Don’t Give Up on Us |

Anmerkung: Auszeichnungen in Ländern aus den Charttabellen bzw. Chartboxen sind in ebendiesen zu finden.
| Land/RegionAuszeichnungen für Musikverkäufe (Land/Region, Auszeichnungen, Verkäufe, Quellen) | Silber  | Gold     | Platin  | Verkäufe  | Quellen         |
| -------------------------------------------------------------------------------------------- | ------- | -------- | ------- | --------- | --------------- |
| Kanada (MC)                                                                                  | —       | Gold1    | —       | 75.000    | musiccanada.com |
| Vereinigte Staaten (RIAA)                                                                    | —       | Gold1    | —       | 1.000.000 | riaa.com        |
| Vereinigtes Königreich (BPI)                                                                 | Silber1 | 3× Gold3 | Platin1 | 1.950.000 | bpi.co.uk       |
| Insgesamt                                                                                    | Silber1 | 5× Gold5 | Platin1 |           |                 |